# De pineut van Panarabia
De pineut van Panarabia is een  stripverhaal uit de reeks van Jerom, uitgegeven door de Standaard Uitgeverij in 1987.

## Locaties
- Luxeschip, Panarabia, paleis, koninklijke stal, de Fatah Morganaberg[1]

## Personages
- Jerom, Dolly, Astrotol en de kinderen (Boskop, Femke), bemanning en passagiers van het luxeschip, Ghesmayel ibn Machkispiepenachteretgordijn (pineut), sjeik, JR[2], wachters, muis, bevolking Panarabia, Kham-eehl (kameel), Chester Lickett, Flasher (kameel), chauffeur

## Het verhaal
Jerom, Dolly, Astrotol en de kinderen reizen met een luxeschip om bij te komen van de vele avonturen. De kinderen spelen met speelgoedgeweren en als straf tovert Astrotol deze om in zwabbers. De kinderen moeten het dek zwabberen en Astrotol tovert twee wolken om het dek af te spoelen. Hij heeft vaderwolk opgeroepen en deze is boos, omdat zijn zoontje nu wakker geworden is. Jerom, Boskop en Femke worden door de wolk meegenomen de lucht in. 
Astrotol maakt met kauwgom een luchtballon en gaat met Dolly achter de wolk aan. Er zijn ook een kip en een schaap aan boord van de luchtballon. Door de wolk te kietelen worden de vrienden bevrijd en ze vallen door de koepel van de troonzaal. 
Er komen wachters achter de vrienden aan, maar ze weten te ontkomen. Dan komen ze in de kamer van "de pineut" terecht. Hij vertelt dat hij reageerde op een advertentie als rechterhand van de sjeik, de raadgever en toeverlaat. Hij krijgt altijd de schuld als er iets misgaat. De muis vertelt de enige vriend van de pineut te zijn en vraagt de vrienden of ze hem willen helpen. 
De pineut wordt bij de sjeik geroepen en krijgt de schuld van het feit dat er vreemdelingen in het paleis zijn binnengekomen. Hij wordt voor elk ding wat mis gaat geschopt. Dan valt ook de luchtballon door de koepel en deze komt op de sjeik terecht. Ook hier krijgt de pineut de schuld van. Dolly en Astrotol vluchten voor de wachters en komen ook in de kamer van de pineut terecht. De dieren vluchten en de wachters proberen de dieren te vangen.
Nu de vrienden weer samen zijn, genieten ze van een heerlijke maaltijd in de kamer van de pineut. Hij vertelt dat de oliesjeik een weddenschap is aangegaan met zijn grootste concurrent JR. De winnaar van de jaarlijkse kamelenkoers zal alle oliebronnen van de ander krijgen. De muis wordt verliefd op Femke. De pineut neemt de vrienden mee naar buiten en de bevolking gooit stenen naar hem toe. Hij vertelt dat hij dit wel gewend is. Alleen vrouwen mogen de koninklijke stal betreden en Dolly en Femke gaan naar binnen en moeten lachen als ze de kameel zien. Hij heeft een te groot hoofd en korte pootjes en kan, net als de muis, spreken. Femke en Dolly bespreken een plan met de kameel. JR ziet de vrienden bij de kamelenstal. De vrienden bespreken het plan in de kamer van de pineut en Dolly en Femke kleden zich in lokale kledij. 
's Nachts gaat JR naar de kamelenstal, maar Dolly en Femke wachten hem op en sturen twee vrouwelijke wachten op hem af. Hij wordt het kamelenverblijf uitgegooid en de vrienden zien hem de volgende ochtend bij de start van de kamelenkoers. De pineut rijdt op Kham-eehl en wordt door het publiek uitgelachen. Chester Lickett rijdt op de enorme Flasher. JR laat zich door zijn chauffeur naar de Fatah Morganaberg rijden en wil daar eens stalen kogel op de pineut laten gooien. Jerom kan dit voorkomen en zorgt ervoor dat de kogel Chester raakt. JR rijdt verder en schiet een pijl met extra sneldrogende lijm af. Het is een denkende spuit die het doel zelf zoekt. Astrotol roept een wolkje met een vangnet op en zorgt ervoor dat Flasher in de lijm loopt. Chester, Flasher en JR vallen in een gat en komen in een hol in de berg terecht. 
Er is een onderaardse rivier in de berg en JR wil dat de chauffeur dynamiet aan hem geeft, zodat hij dit kan laten ontploffen. De rivier zal de pineut verzwelgen. Door de ontploffing komen JR, Chester en de chauffeur zelf in problemen en de rivier bedreigd de stad. Jerom redt de drie mannen en springt op Flasher. Hij gooit de pineut naar de stad, zodat hij de sjeik kan waarschuwen voor de vloedgolf. De sjeik is blij dat de pineut als eerste over de finish komt en hoort dan dat hij een dam moet opwerpen. Jerom graaft een slotgracht rond de stad en de bevolking komt hem helpen. Het water bereikt de stad, maar de wallen houden stand. Astrotol bedenkt dat het woestijnzand nu vochtig gehouden wordt door de rivier en maakt er een vruchtbare woestijn van. 
Jerom vertelt de sjeik dat de pineut hier verantwoordelijk voor is en deze wil niet langer pineut zijn. De drie boeven worden nu pineut en Ghesmayel wordt officiële pineutentrapper. De muis hoopt dat Femke blijft, maar ze wil nog mee avonturen met haar vrienden beleven. 's Avonds is er een groot banket en de pineutentrapper werkt hard door en schopt de drie boeven. De wachters achtervolgen nog steeds de kip en het schaap.